# Ectoedemia squamibunda
Ectoedemia squamibunda là một loài bướm đêm thuộc họ Nepticulidae. Nó được tìm thấy dọc theo đông bắc bờ biển của Queensland.
Ấu trùng ăn Capparis arborea. Chúng ăn lá nơi chúng làm tổ.